# Gerrit Grijns

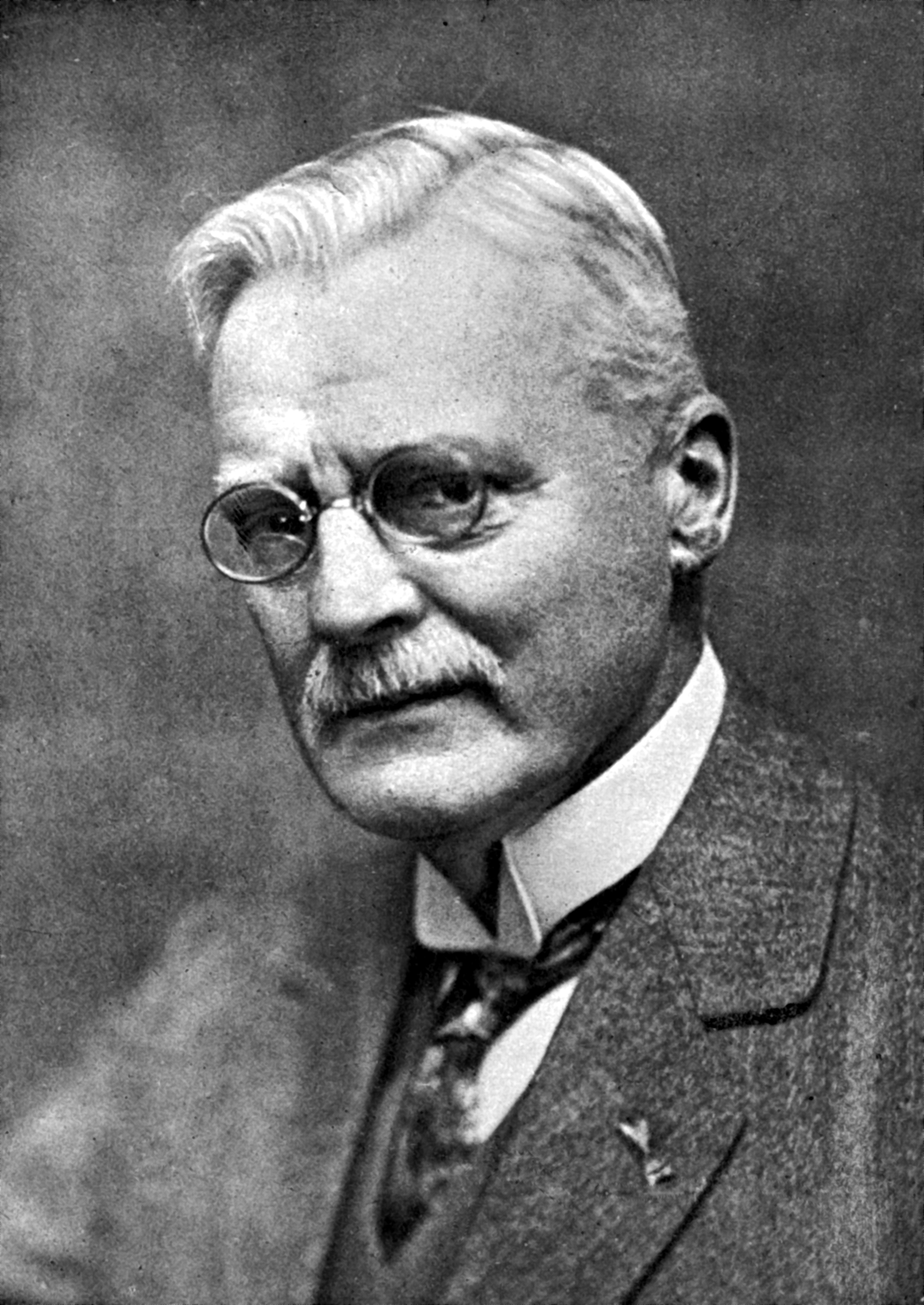
Gerrit Grijns

Gerrit Grijns (* 28. August 1865 in Leerdam; † 11. November 1944 in Utrecht)
war ein niederländischer Forscher und Co-Entdecker des Vitamins B1. Er arbeitete als wissenschaftlicher Mitarbeiter unter dem späteren Nobelpreisträger Christiaan Eijkman.

## Biographie
Grijns wurde 1865 in Leerdam geboren. Ab 1885 studierte er Medizin an der Universität Utrecht und erhielt 1892 mit seiner Examensarbeit Beiträge zur Physiologie des nervus opticus (Bijdrage tot de physiologie van den nervus opticus) eine Approbation zum Arzt.
Anschließend erhielt er als erster ein Stipendium von der Donders-Stiftung, damit er ein Semester Physiologie bei Carl Ludwig in Leipzig studieren konnte.
Nach seiner Heirat zog Grijns im September 1892 nach Niederländisch-Indien und wurde Militärarzt. In Batavia erhielt er eine Anstellung im Labor für Bakteriologie und pathologische Anatomie (Eijkman Instituut), wo Eijkman seine Untersuchungen über den Stoffwechsel von Tropenbewohnern anstellte.
Zusammen mit Eijkman untersuchte er die Lämungskrankheit Beri-Beri und stellen einen Bezug zwischen dem maschinell geschälten Reis und der Krankheit her. Eijkman schloss daraus, dass der Reis einen giftigen Stoff enthält, zu dem die Reisschale ein Gegengift hat. Grijns stellte dagegen die Behauptung auf, dass die Reisschale eine Substanz enthält, die für den Stoffwechsel notwendig ist. Er bezeichnete den Mangel dieses Stoffs als ‘partiellen Hunger’ oder nannte diese Substanz einen ‘schützenden Stoff’ und gab damit dem Begriff Vitamin, der von Casimir Funk stammte, eine brauchbare Definition.
Nachdem Eijkman bereits 1896 wegen gesundheitlicher Probleme in die Niederlande zurückgekehrt war, führte Grijns die Arbeit von Eijkman fort. In einer groß angelegten Untersuchung mit Hühnern übte Grijns großen Einfluss auf die Ernährungslehre aus, die er 1901 in der Geneeskundig Tijdschrift voor Nederlandsch-Indië veröffentlichte. Daneben vertrat er die Ansicht, dass für die Ernährung das Silberhäutchen vom Reis nicht notwendig sei, wenn das Essen z. B. mit Mungbohnen ergänzt wird. Im gleichen Jahr machte sich der norwegische Forscher Axel Holst auf dem Weg zu Grijns nach Batavia, um der sogenannten Schiffs-Beri-Beri (Skorbut) auf den Grund zu gehen.
1902 musste auch Grijns vorübergehend nach Europa zurückkehren und besuchte in dieser Gelegenheit einige europäische Kliniken und Laboratorien.
Zwei Jahre später kehrte er 1904 nach Java zurück und wurde leitender Angestellter im Labor, das er zuvor verlassen hatte. 1913 stieg er zum Direktor des Labors auf und arbeitete an Plänen für ein modernes öffentliches Gesundheitswesen, das den Herausforderungen der Zukunft gerecht werden sollte.
1917 musste Grijns aus gesundheitlichen Gründen Niederländisch-Indien endgültig verlassen und erhielt 1921 einen Lehrstuhl für Tierphysiologie an der Universität Wageningen, wo er bis 1935 lehrte und forschte.
Am 28. Mai 1924 wurde Grijns Mitglied der in Königlich-Niederländische Akademie der Wissenschaften, Abteilung Naturkunde aufgenommen. Im Jahr 1926 wurde er zum Mitglied der Leopoldina gewählt.
Grijns wurde in den Jahren 1926 und 1927 zusammen mit Eijkman für den Nobelpreis vorgeschlagen. Während Eijkman in 1929 den Nobelpreis erhielt, ging sein Mitarbeiter Grijns leer aus.
In den letzten Jahren litt Grijns an Parkinson.